# Kernlochbohrung
Kernlochbohrungen oder kurz Kernbohrungen sind Bohrungen, bei denen nur der Umfang des gebohrten Lochs zerspant wird und daher in der Mitte ein Kern stehen bleibt. Ausgeführt werden die Bohrungen mit Kernbohrmaschinen bzw. -geräten.
Als Werkzeuge dienen rotierende zylinderförmige Hohlkörper, die mit Diamant-Segmenten oder Hartmetallschneiden besetzt sind und als Bohrkronen, Kernbohrkronen, Hohlkernbohrer, Hohlbohrer oder Kern(loch)bohrer bezeichnet werden. Wird in weichere Materialien wie Holz gebohrt, spricht man meist von einer Lochsäge.
Bei harten Materialien und großen Durchmessern hat eine Kernlochbohrung Vorteile gegenüber einer konventionellen Bohrung, da der Bohrkern innerhalb der Bohrkrone stehen bleibt und nicht abgetragen werden muss, so dass am Bohrwerkzeug weniger Verschleiß auftritt und ein schnellerer Vortrieb möglich ist.
Typische Einsatzgebiete sind:
- Bohrungen in mineralischen Werkstoffen wie Stein, Beton und Ziegelmauerwerk, die meist mit Bohrstativ und diamantbesetzten Bohrkronen und einer Wasserzufuhr zur Kühlung und zum Abtransport von Bohrmehl ausgeführt werden.
- Bohrungen in metallische Werkstoffe wie Stahlträger werden oft mit Bohrgeräten ausgeführt, die über einen (elektro)magnetischen Fuß am Stahl haften.
- Erkundungsbohrungen in den Erdboden bzw. Baugrund oder in Fels, bei denen ein Bohrkern gewonnen werden soll.

## Bohren von mineralischen Werkstoffen

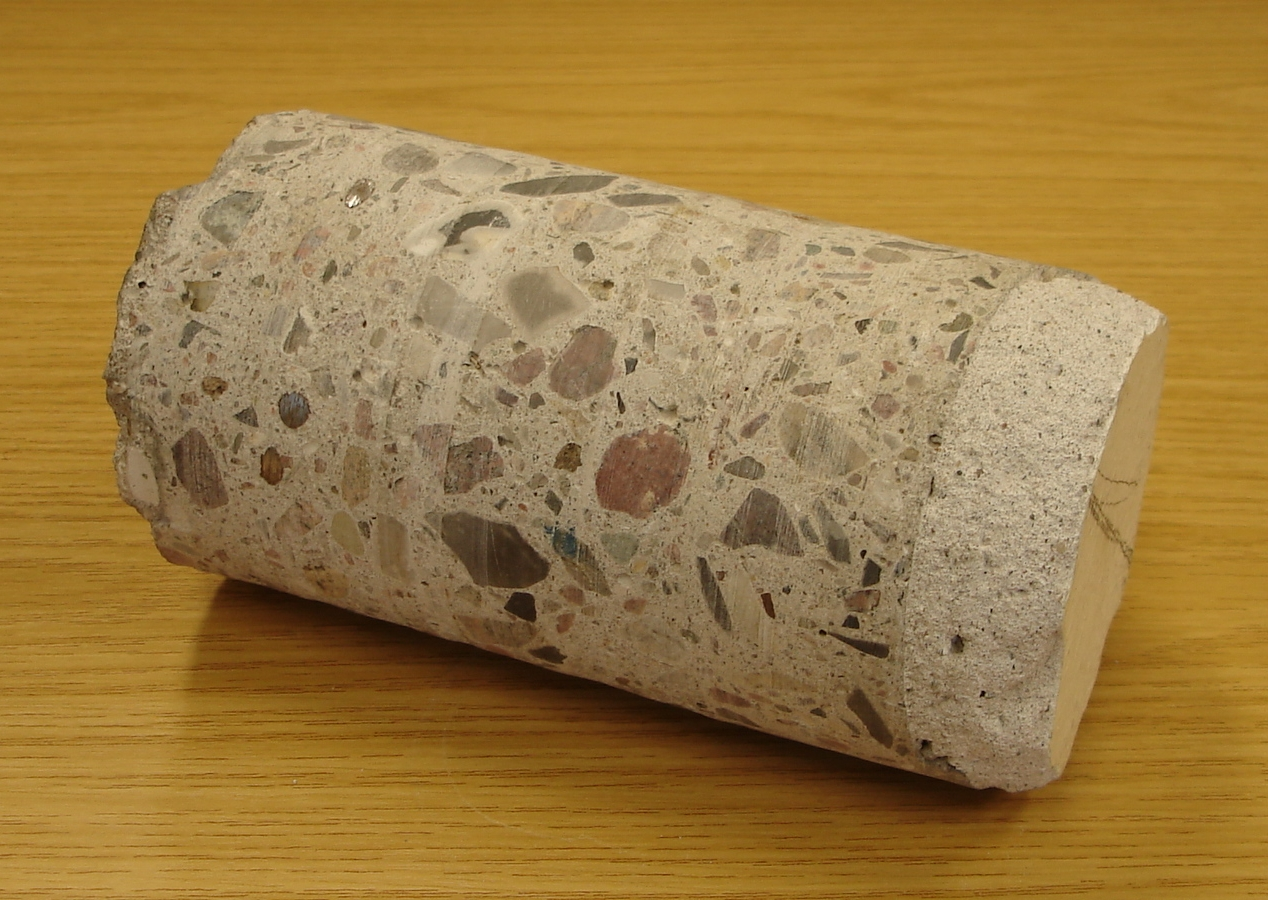
Bohrkern einer Kernlochbohrung durch Beton, rechts ist der Wandputz sichtbar

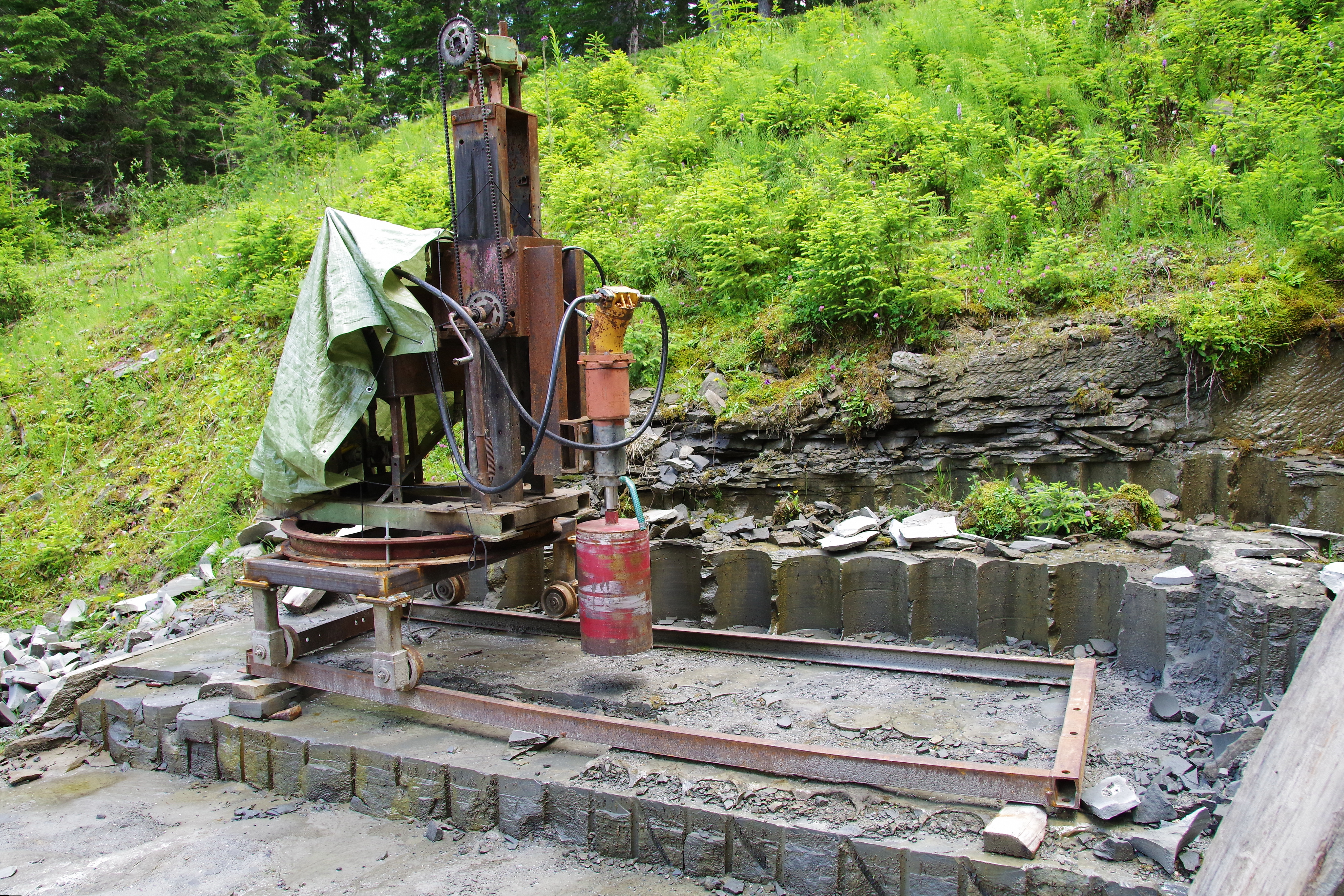
Kernlochbohrer für den Abbau von Schleifsteinen

Kernlochbohrkronen für Ziegel, Beton und Naturstein sind zumeist mit Diamanten besetzt, um auch harte Gesteine und Beton mit harten Zuschlägen durchdringen zu können.
Ein durchgängiger kreisförmiger Diamantbesatz wird nur verwendet, um bei empfindlichem Material Ausbrüche an der Oberfläche zu vermeiden, wie etwa beim Schneiden von Keramikfliesen aus Steingut. Zur schnelleren Abführung des zerkleinerten Materials eignet sich insbesondere bei tiefen Bohrungen ein unterbrochener (segmentierter) Diamantbesatz besser. Der Diamantbesatz wird durch Sinterung, Hartlöten oder Laserschweißen am zylinderförmigen Grundkörper aus Stahl befestigt.
Kleinere, handgeführte Bohrkronen sind stattdessen oft auch mit Hartmetallzähnen besetzt, oder entlang der Schneidkante mit Hartstoff-Granulat bestreut. Bohrkronen mit Hartmetallbesatz können auch mit Bohrgeräten mit Schlagfunktion eingesetzt werden.
Um bei tieferen Bohrungen das abgetragene Material aus dem Bohrspalt zu transportieren und die entstehende Reibungswärme abzuführen, wird die Bohrung in der Regel mit Wasser gespült, welches durch die hohle Achse der Bohrkrone zum Arbeitsbereich gelangt und die zerkleinerten Partikel beim Rückfluss an der Außenseite der Krone mit sich führt.
Bei Sacklochbohrungen muss der Bohrkern zur Entnahme gegebenenfalls zerkleinert oder herausgebrochen und mit einer speziellen, flachen Kernfangzange entnommen werden.
Im Gegensatz zur Ausführung von Bohrungen mit massivem Bohrer und der Schlagfunktion eines Bohrhammers ist das Kernlochbohren leiser und vibrationsfrei. Auch ist das gefertigte Bohrloch deutlich gleichmäßiger und glattwandiger.
Wenn es auf die genaue Ausrichtung des Bohrlochs ankommt und bei Bohrungen mit größerem Durchmesser wird das Bohrgerät in der Regel in einem Bohrständer geführt. Bei handgeführten Bohrungen kann es zum Herumschlagen des Geräts kommen, wenn die Bohrkrone verkantet und blockiert. In der Regel ist eine Sicherheitskupplung vorhanden, um den Drehimpuls zu begrenzen. Dennoch ist ein fester Griff am Gerät erforderlich, um zu verhindern, dass die Maschine bei klemmender Krone herumschlägt.
Das Bohrgerät wird auf dem Stativ bzw. Bohrständer verschieblich befestigt, um die Bohrkrone nachführen zu können. Das Bohrstativ selber wird in der Regel mit einer Gewindestange mit mindestens 12 mm Durchmesser am zu bearbeitenden Bauteil verankert. Die Gewindestange wird für gewöhnlich in einen Dübel eingeschraubt, der in ein Bohrloch im Untergrund eingeführt wurde.
Im Baubereich ist es inzwischen üblich, runde Durchbrüche für elektrische und sanitäre Ver- bzw. Entsorgungsleitungen sowie Zu- und Abluftrohre nach dem Gießen von Betonwänden und -decken mit dem Kernlochbohrgerät herzustellen, statt diese Öffnungen bereits durch das Einfügen von Platzhaltern in der Schalung herzustellen, da Platzhalter das Einfüllen und Verteilen des Frischbetons behindern können.

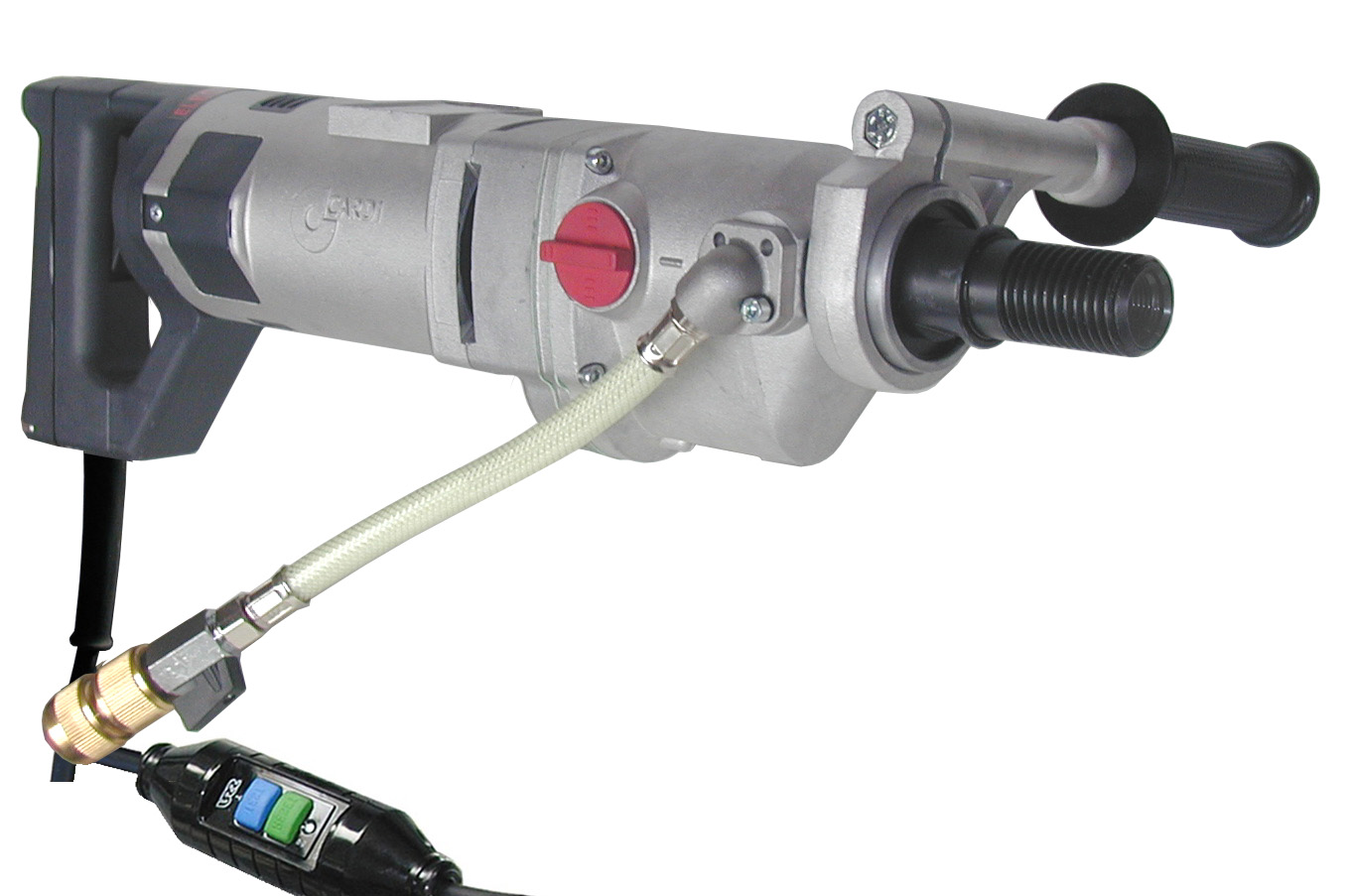
Mobiles Kernbohrgerät
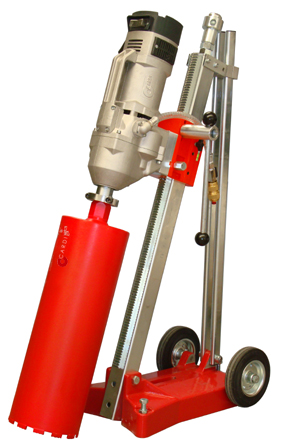
Stationäres Kernbohrgerät mit Neigungseinstellung
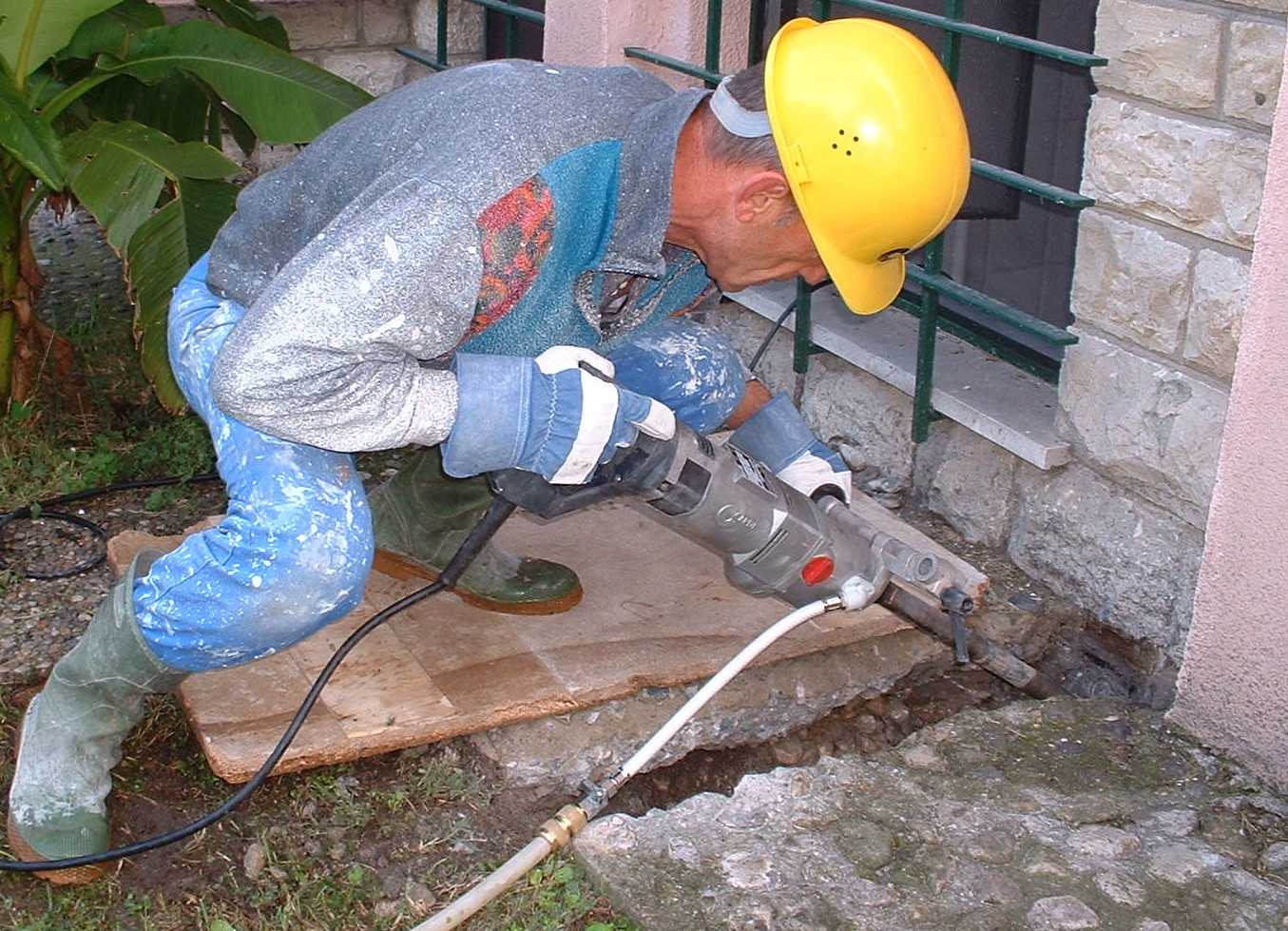
Mobiles Kernbohrgerät in Benutzung
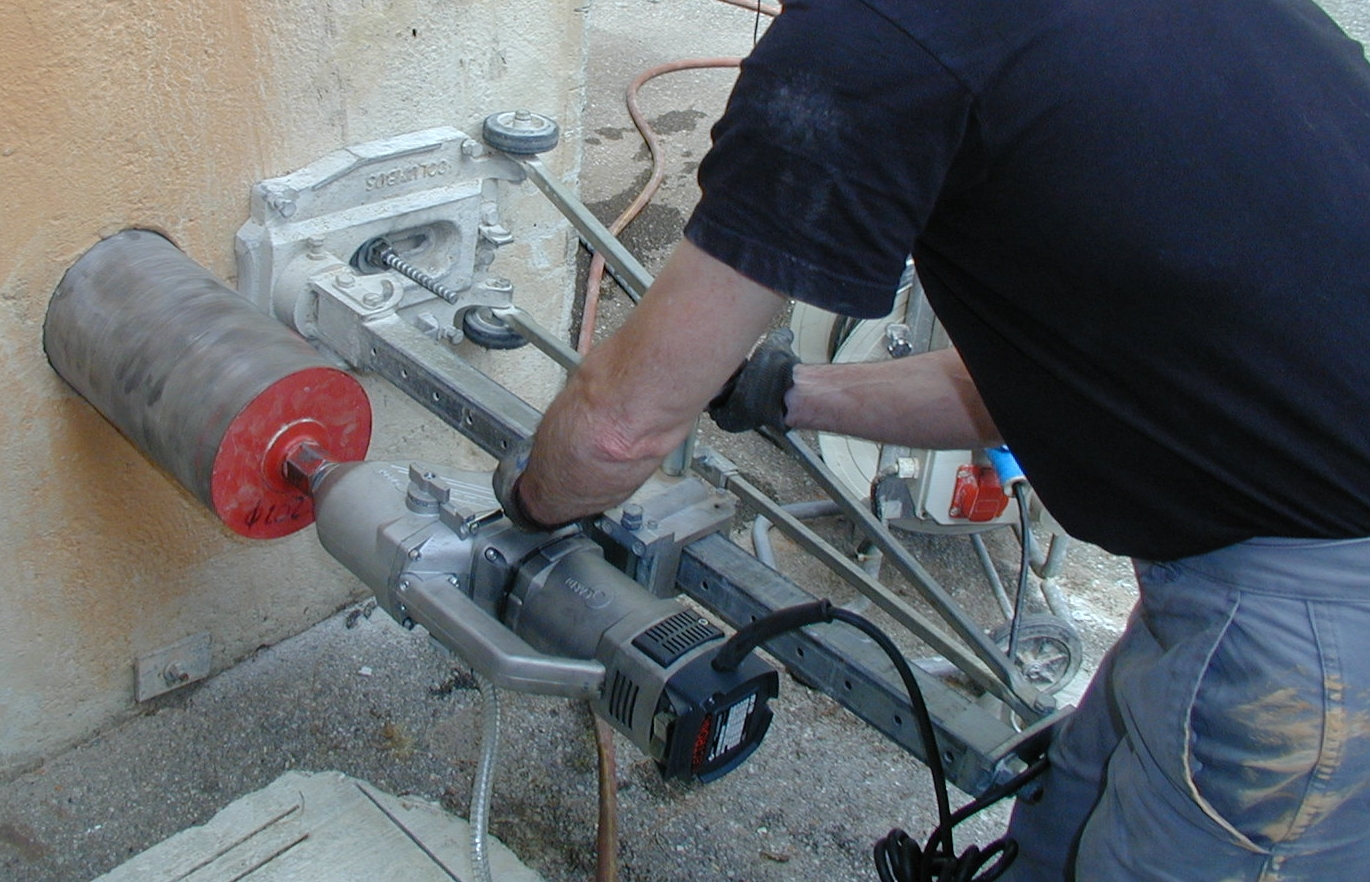
Stationäres Kernbohrgerät in Benutzung
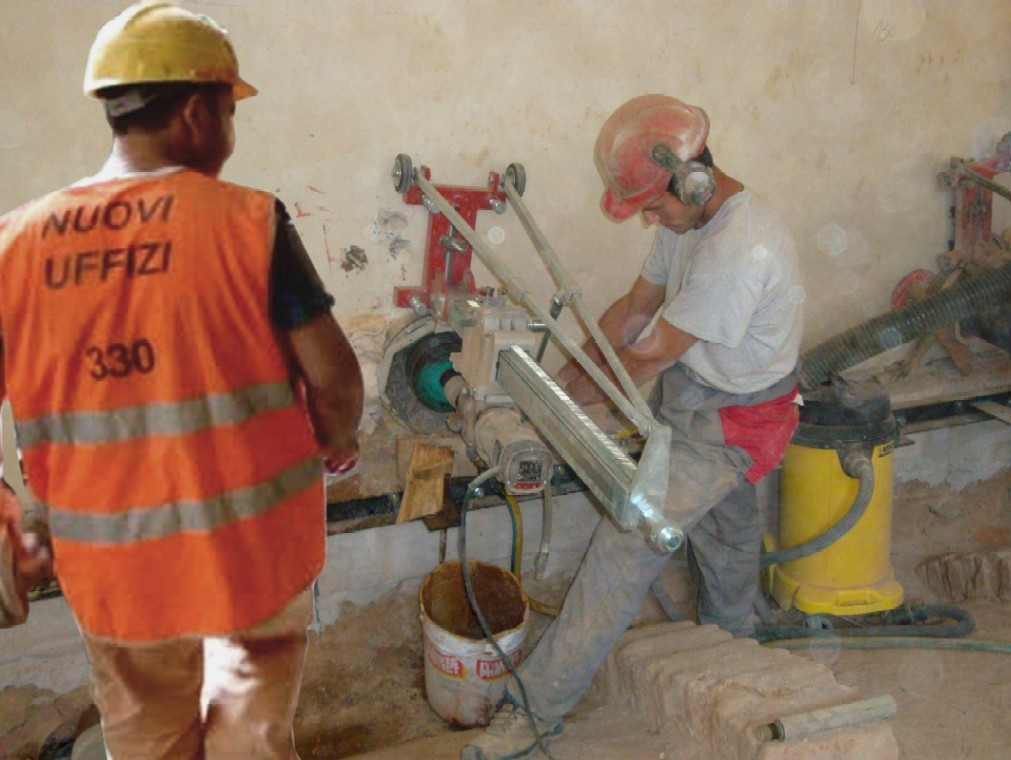
Bohrung mit feuchter Luft zum Spülen von Bohrkrone und Bohrloch, die an Bauwerken ausgeführt wird, bei denen kein Wasser verwendet werden soll.
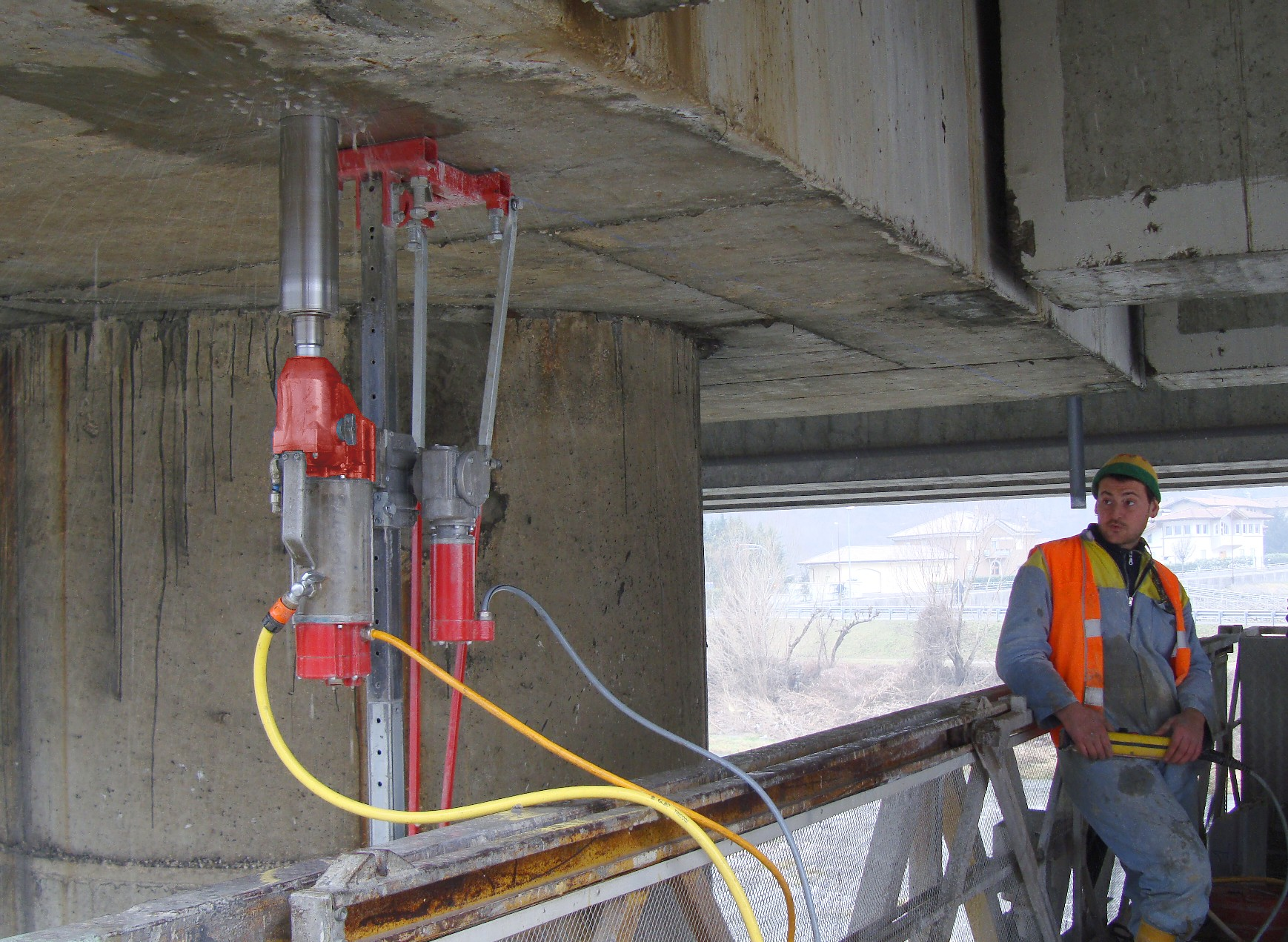
Kernlochbohrung mit dreiphasigem, wasserdichtem Drehstrommotor und automatischem Vorschub.
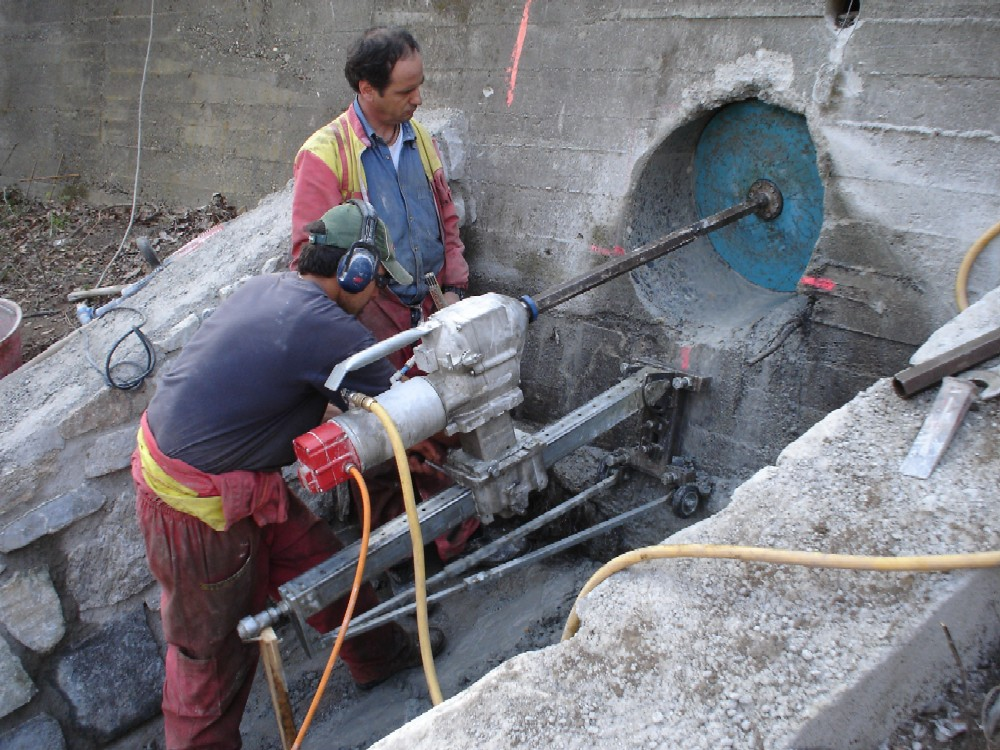
Kernlochbohrung mit Durchmesser von 60 cm und Länge von 1,3 m mithilfe einer Verlängerung.
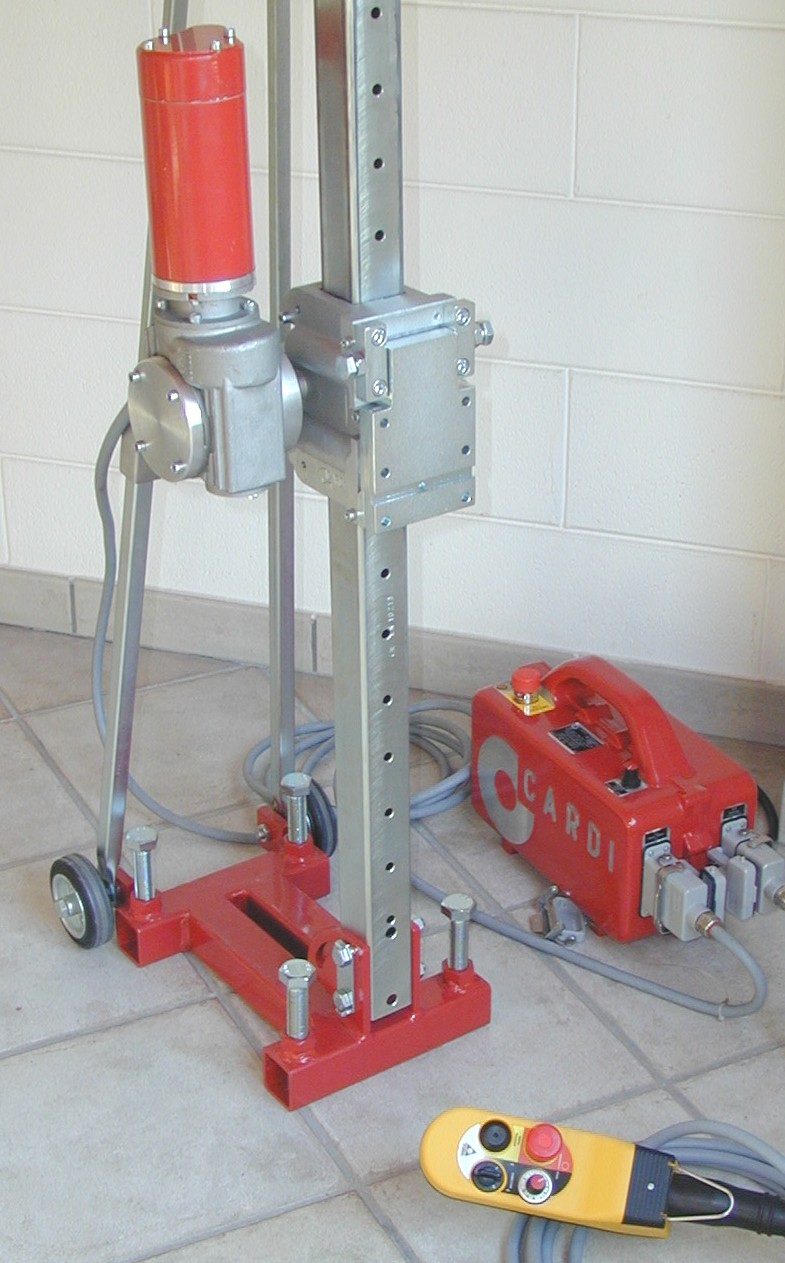
Bohrständer mit servounterstütztem Vorschub
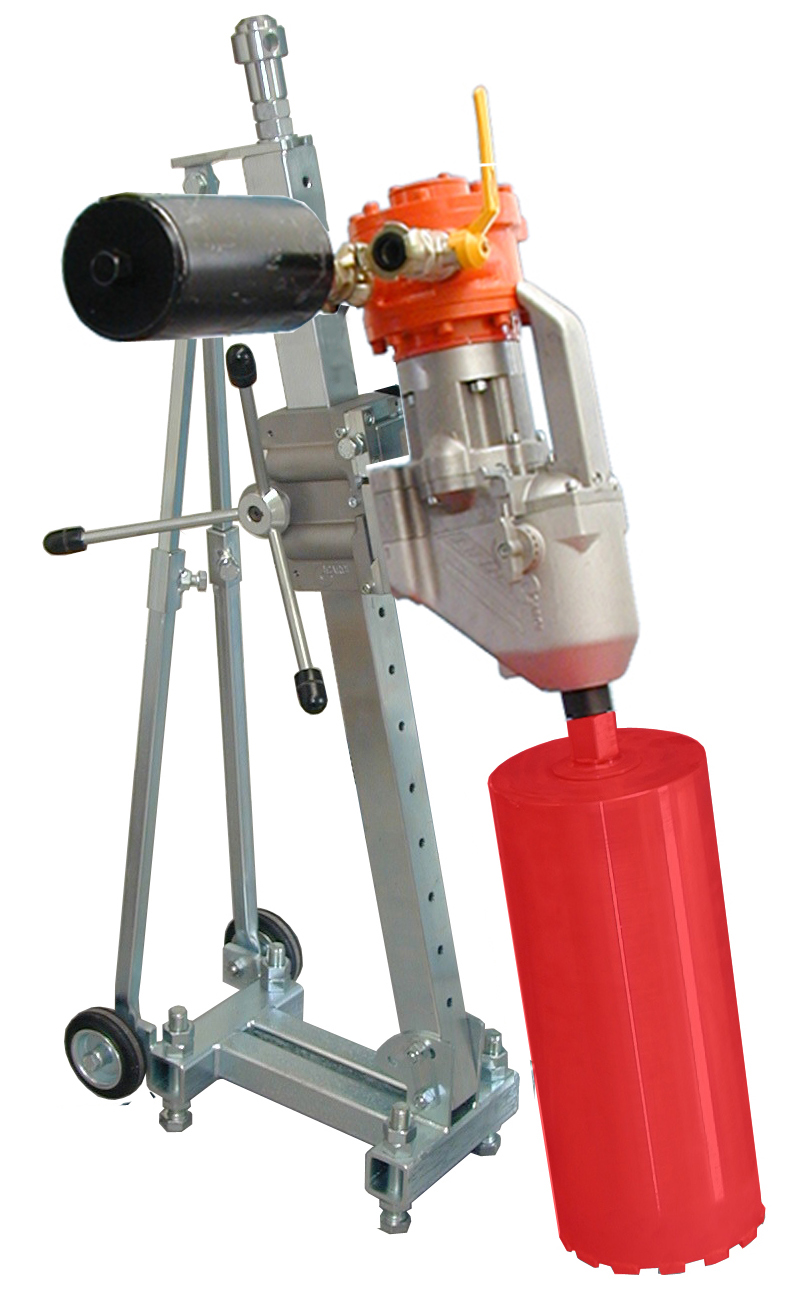
Kernbohrgerät mit Pneumatikantrieb. Wird etwa im Tunnelbau eingesetzt, wo kein Elektro- oder Benzinmotor eingesetzt werden darf.

## Bohren von metallischen Werkstoffen
Das Bohren mit Kernbohrern in Stahl ist besonders beim mobilen Einsatz üblich, da Kernlochbohrungen aufgrund der kleineren spanabhebenden Fläche eine geringerer Maschinenleistung und Andruckkraft erfordern, so dass kleinere und leichtere Bohrmaschinen eingesetzt werden können.
Beim Bohren von Stahl werden häufig Magnetbohrmaschinen eingesetzt – eine spezielle Art tragbarer Ständerbohrmaschinen mit einem Elektromagneten in der Bodenplatte, der sich an die zu bearbeitenden Bauteile anheftet.

## Erkundungsbohrungen
Zur Baugrunduntersuchung sowie bei geologischen und archäologischen Bohrungen werden Bohrkerne aus Gestein, Sediment oder Eis (Eisbohrkern) entnommen, um Aufschlüsse über die Beschaffenheit des Untergrunds zu erhalten.

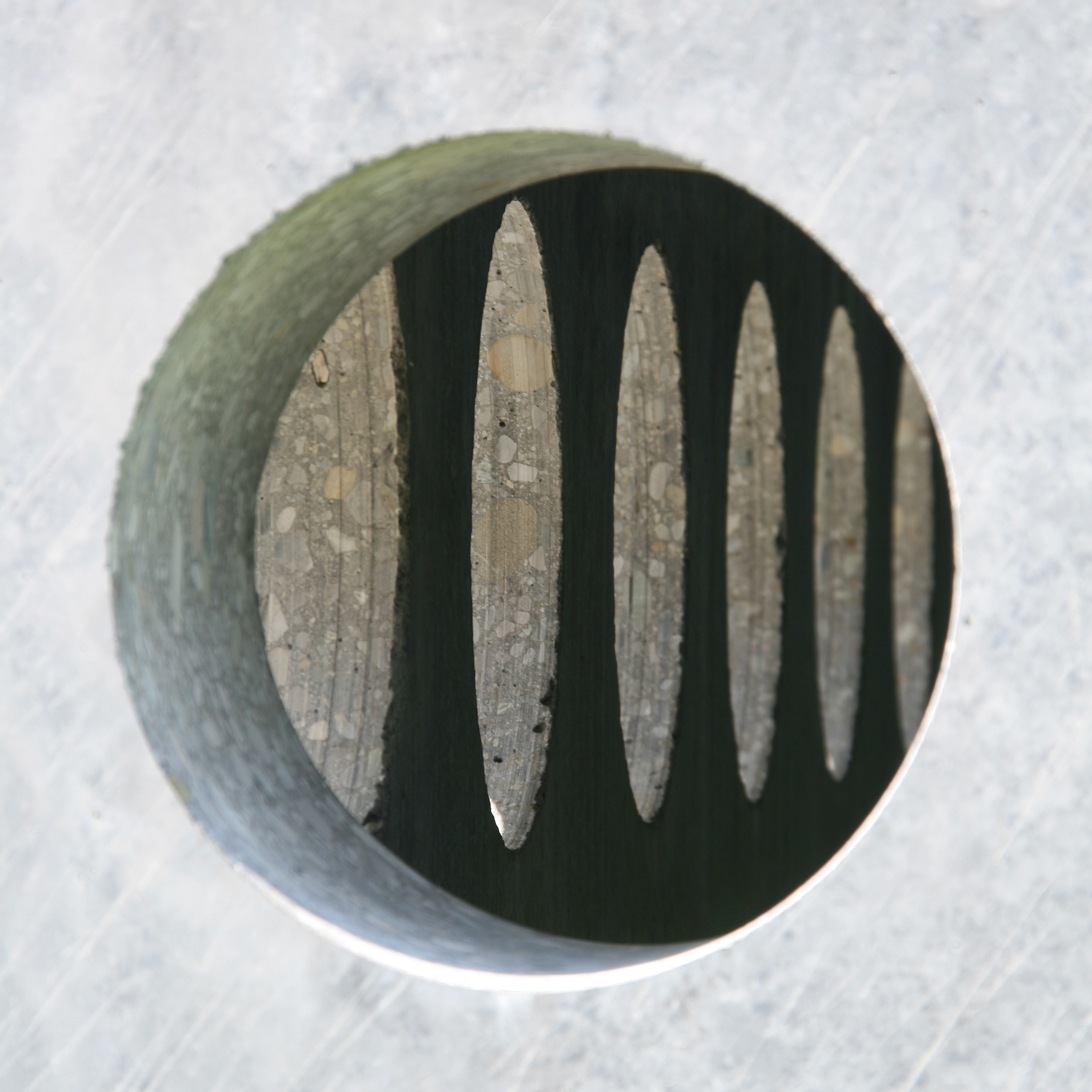
Bohrungen in einem Rohbau
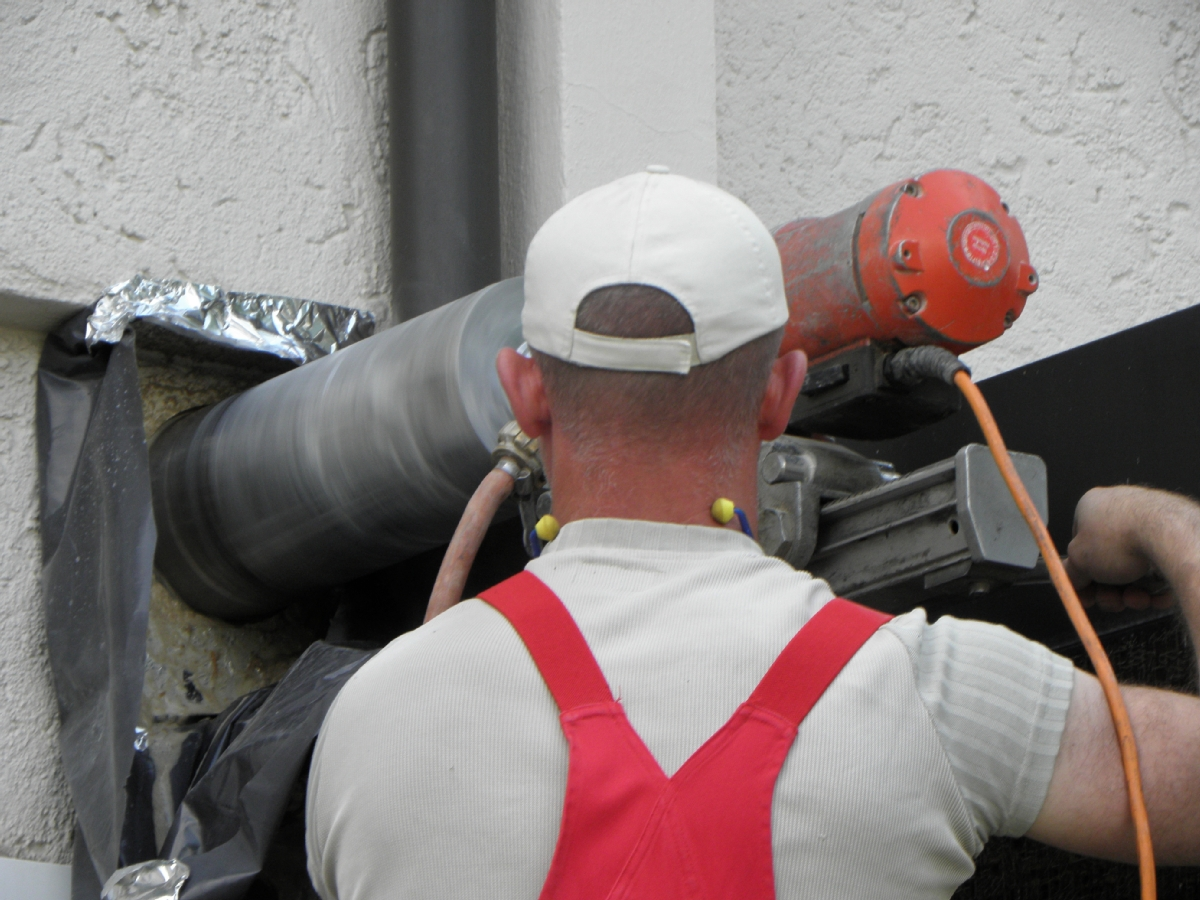
Bohrung einer Hauswand
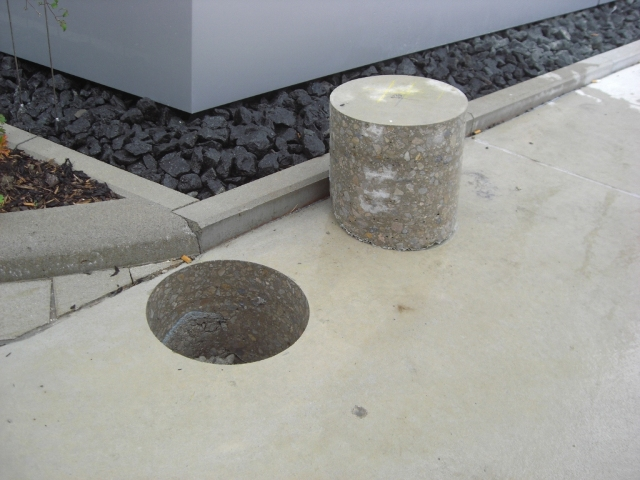
Bohrung zur Verankerung eines Pollers
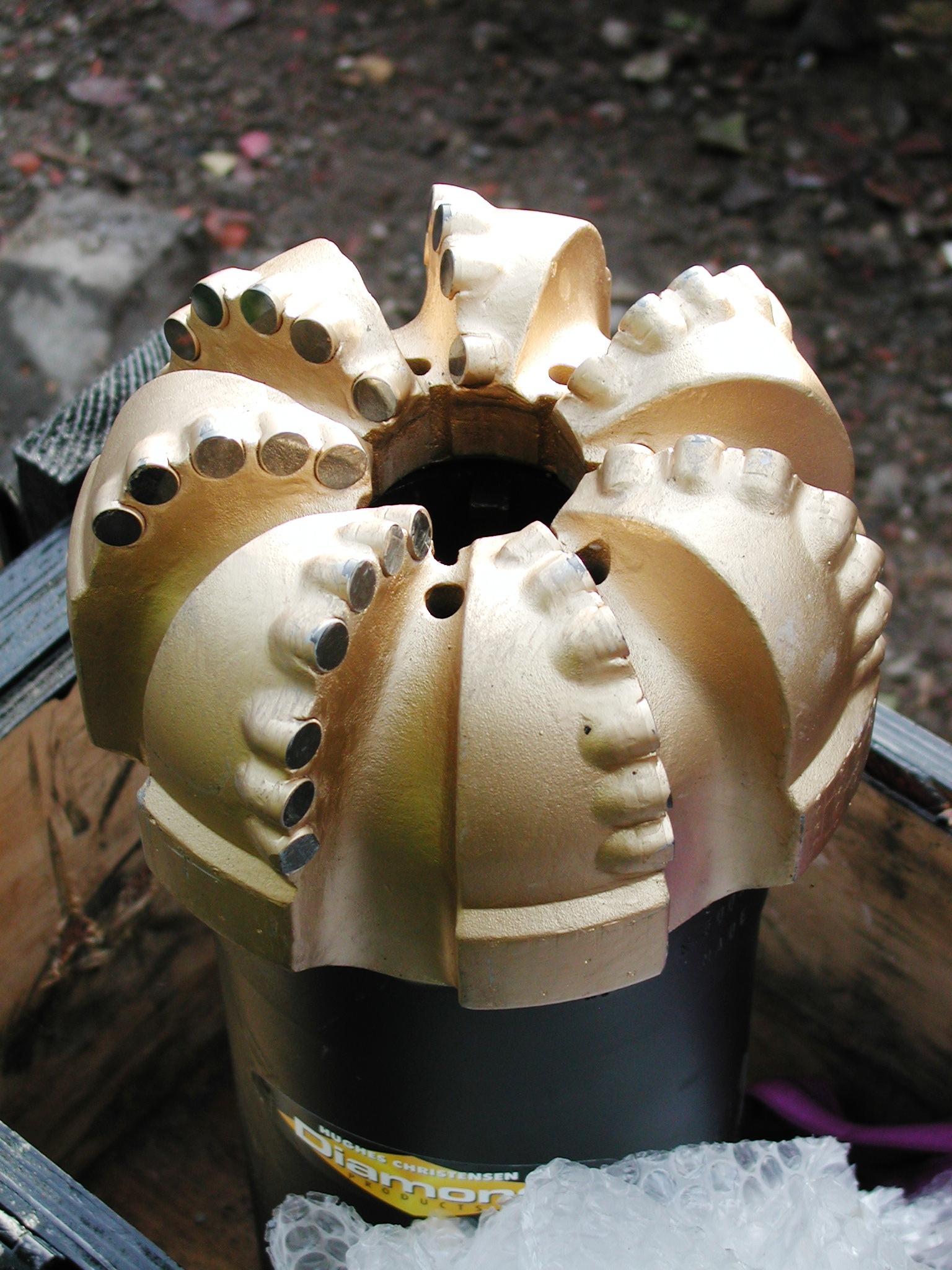
Bohrkrone zur Gewinnung von Bohrkernen beim Rotary-Bohrverfahren
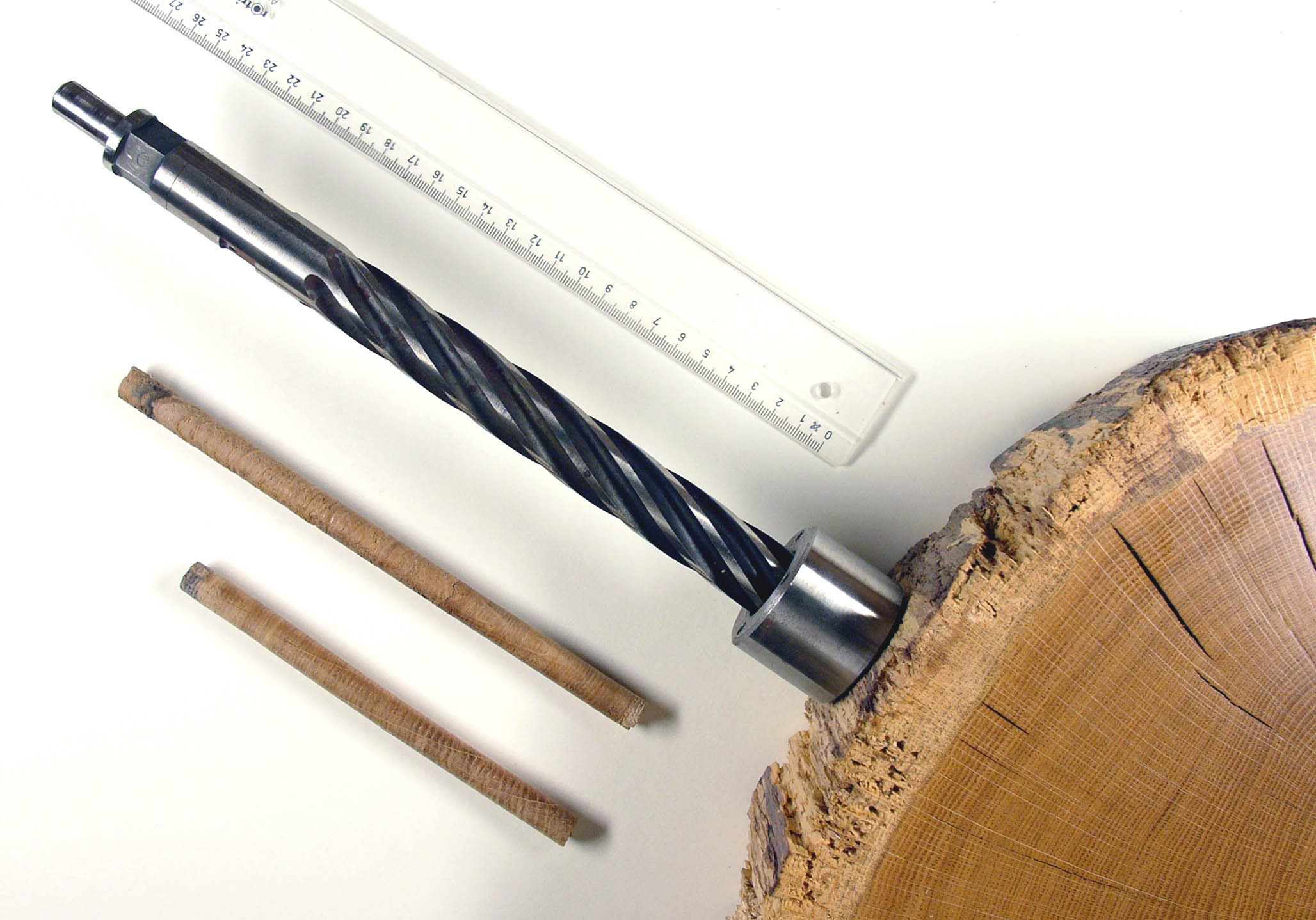
Hohlkernbohrer zur dendrochronologischen Untersuchungen von Bäumen und Holzbauteilen, links zwei Bohrkerne

## Diamant-Bohrkronen

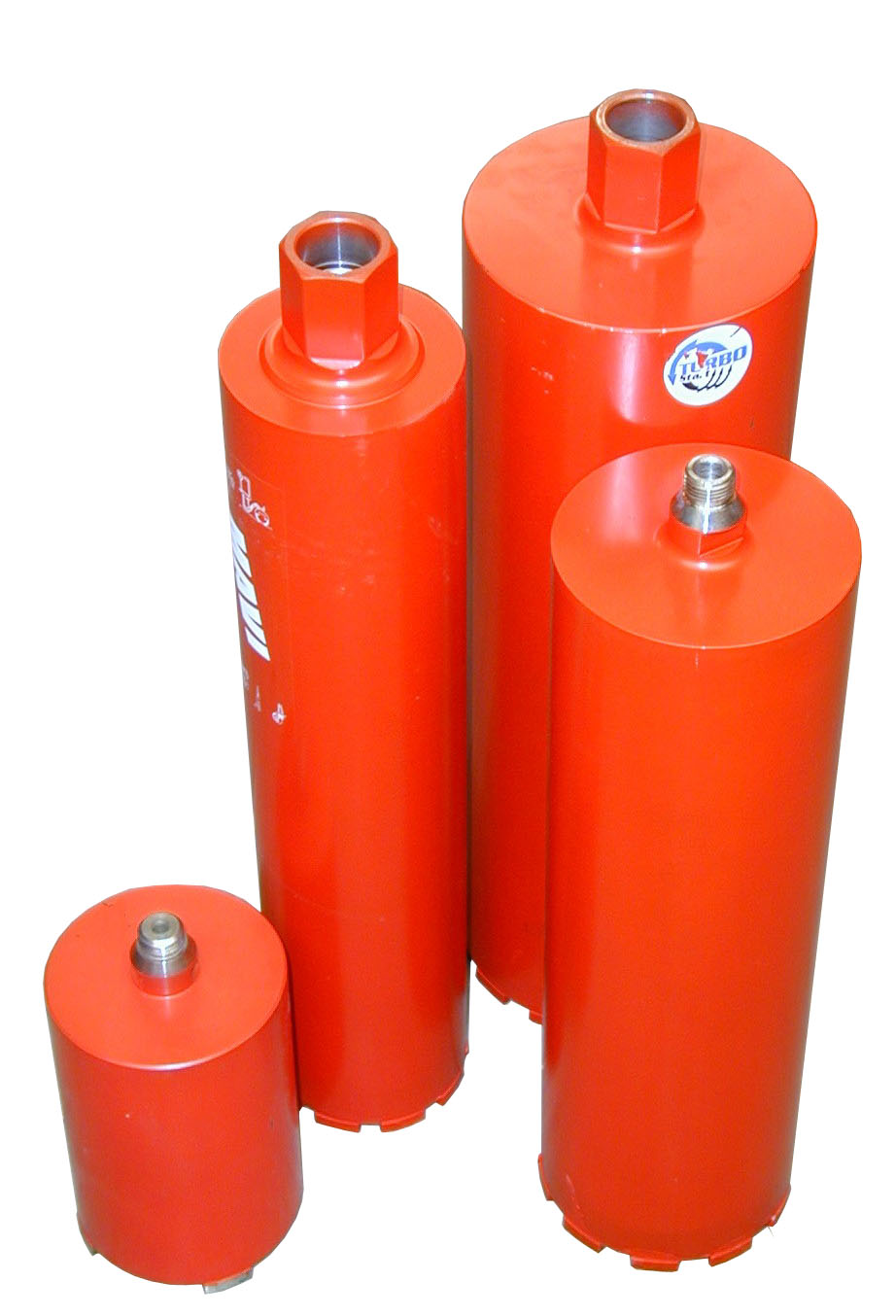
Diamant-Bohrkronen mit 1 1/4" UNC Aufnahme oben und 1/2" Aufnahme unten rechts

Bohrkronen bestehen in der Regel aus einem Stahlzylinder, der einseitig durch eine Endkappe mit Werkzeugaufnahme abgeschlossen wird und auf der offenen Seite einen Schneidbesatz trägt.
Der Besatz besteht in der Regel aus gesintertem Stahl mit einer Beimischung von Industriediamant. Meist werden einzelne Segmente auf die äußere Kante des Zylinders gelötet (die entsprechend dem Radius der Bohrkrone gebogen sind). Alternativ kann ein durchgehender Besatzring aufgelötet werden, der am äußeren Rand ebenfalls oft segmentartig unterbrochen ist.
Die Ausführung und Zusammensetzung des Besatzes wird dem zu schneidenden Werkstoff angepasst.
Oft werden verschiedene Bohrkronen zum Schneiden von Asphalt, Beton, mineralische Feuerfest-Materialien, Granit, Marmor und andere Natursteine, Mauerwerk aus Ziegeln oder Kalksandstein sowie Stahlbeton angeboten.
Die Lippenbreite der Segmente beträgt oft 3,5 bis 4,5 mm, in besonders schmaler Ausführung auch 2,5 mm.
Je nach Bohraufgabe wird beim Bohren mit Kernbohrmaschinen im Baugewerbe verschiedenes Zubehör eingesetzt:
- Wasserspülköpfe, Wassersammelringe und Wasserpumpen,
- Verlängerungsgestänge und Gewindeübergänge,
- Vakuumausrüstung zum Absaugen der Spülflüssigkeit, sowie
- Kernfangzangen, um beim vertikalen Bohren den losen Kern aus dem Loch heben zu können.